# Mirco Born
Mirco Born (ur. 28 czerwca 1994 w Haren) – niemiecki piłkarz grający na pozycji napastnika w FSV Frankfurt.
Wystąpił w jednym meczu w pierwszej drużynie FC Twente, 2 września 2012, kiedy zastąpił Luca Castaignosa w 81. minucie wygranego 1:0 meczu przeciwko VVV Venlo. Zagrał też w trzech meczach Ligi Europy i jednym kwalifikacyjnym.

## Osiągnięcia
- Mistrzostwa Świata U-17 w Piłce Nożnej 2011 – trzecie miejsce[4].